# The Hidden Wiki
The Hidden Wiki é um site que usa serviços ocultos disponíveis através da rede Tor e usa o formato wiki. O site tem tanto uma coleção de links para outros sites .onion quanto artigos, enciclopédicos e não enciclopédicos.

## Fundo
Como um serviço oculto, a The Hidden Wiki opera através do pseudo domínio de nível superior .onion e só pode ser acessado via rede Tor. O site oferece uma série de links em um formato wiki para outros serviços ocultos e sites na clearnet (sites que podem ser acessados em um navegador padrão). Estes incluem links para fóruns dos mais variados assuntos como hacking, ocultismo, privacidade, sites de comércio eletrônico que vendem bens e serviços de lícitos e ilícitos, entre outros.